# Шамшур, Анатолий Иванович
Анатолий Иванович Шамшур (1924—1943) — старший сержант Рабоче-крестьянской Красной Армии, участник Великой Отечественной войны, Герой Советского Союза (1944).

## Биография
Анатолий Шамшур родился в 1924 году в посёлке Часов Яр (ныне — город в Донецкой области Украины). Окончил семь классов школы.
С началом войны эвакуирован на Урал. В апреле 1942 года Шамшур призван Сухоложским РВК Свердловской области на службу в Рабоче-крестьянскую Красную Армию. С того же времени — на фронтиах Великой Отечественной войны. К сентябрю 1943 года гвардии старший сержант Анатолий Шамшур командовал миномётным взводом 184-го гвардейского стрелкового полка 62-й гвардейской стрелковой дивизии 37-й армии Степного фронта. Отличился во время битвы за Днепр.
29 сентября 1943 года Шамшур участвовал в боя на плацдарме на западном берегу Днепра в районе села Мишурин Рог Верхнеднепровского района Днепропетровской области Украинской ССР. Взвод Шамшура оказывал огневую поддержку роты, одним из первых ворвавшись в Мишурин Рог. 4 октября 1943 года, когда немецкие войска предприняли контратаку превосходящими силами, Шамшур поднял свой взвод в атаку. В том бою он уничтожил 8 вражеских солдат, но и сам погиб.
Указом Президиума Верховного Совета СССР от 22 февраля 1944 года гвардии старший сержант Анатолий Шамшур посмертно был удостоен высокого звания Героя Советского Союза. Также посмертно был награждён орденом Ленина.